# Irakban történt légi közlekedési balesetek listája
Az Irakban történt légi közlekedési balesetek listája mind a halálos áldozattal járó, mind pedig a kisebb balesetek, meghibásodások miatt történt, gyakran csak az adott légiforgalmi járművet érintő baleseteket is tartalmazza évenkénti bontásban.

## Irakban történt légi közlekedési balesetek

### 2018
- 2018. március 16., Al-Qa'im. Lezuhant Az Amerikai Egyesült Államok Légierejének HH–60 Pave Hawk típusú harci helikoptere. Több fő életét vesztette a gépen, melyen heten tartózkodtak.[1]